# Tongcheng (Anqing)
Die Stadt Tongcheng (chinesisch 桐城市, Pinyin Tóngchéng Shì) ist eine kreisfreie Stadt der chinesischen Provinz Anhui. Sie gehört zum Verwaltungsgebiet der bezirksfreien Stadt Anqing. Die Stadt hat eine Fläche von 1.536 km² und 683.000 Einwohnern (Stand: Ende 2018).

## Administrative Gliederung
Die kreisfreie Stadt Tongcheng setzt sich auf Gemeindeebene aus achtzehn Großgemeinden, vier Gemeinden und vier Straßenvierteln zusammen:
- Großgemeinde Xunyu 鲟鱼镇
- Großgemeinde Kongcgeng 孔城镇
- Großgemeinde Fangang 范岗镇
- Großgemeinde Qingcao 青草镇
- Großgemeinde Taochong 陶冲镇
- Großgemeinde Guazhenxiang 挂镇乡
- Großgemeinde Sapu 卅铺镇
- Großgemeinde Jinshen 金神镇
- Großgemeinde Tangwan 唐湾镇
- Großgemeinde Shuanggang 双港镇
- Großgemeinde Gaoqiao 高桥镇
- Großgemeinde Xindu 新渡镇
- Großgemeinde Xiangpu 香铺镇
- Großgemeinde Daguan 大关镇
- Großgemeinde Xingdian 兴店镇
- Großgemeinde Lüting 吕亭镇
- Großgemeinde Xizihu 嬉子湖镇
- Großgemeinde Laomei 老梅镇

- Gemeinde Zhongyi 中义乡
- Gemeinde Longmian 龙眠乡
- Gemeinde Huangpu 黄铺乡
- Gemeinde Datang 大塘乡

- Straßenviertel Wenchang 文昌
- Straßenviertel Nanyan 南演
- Straßenviertel Taiping 太平
- Straßenviertel Bifeng 碧峰

## Persönlichkeiten
- Chu Bo (* 1944), Politiker